# Acanthella cubensis
Acanthella cubensis är en svampdjursart som först beskrevs av Pedro M. Alcolado 1984.  Acanthella cubensis ingår i släktet Acanthella och familjen Dictyonellidae.
Artens utbredningsområde är Kuba. Inga underarter finns listade i Catalogue of Life.